# Guido Buettgen

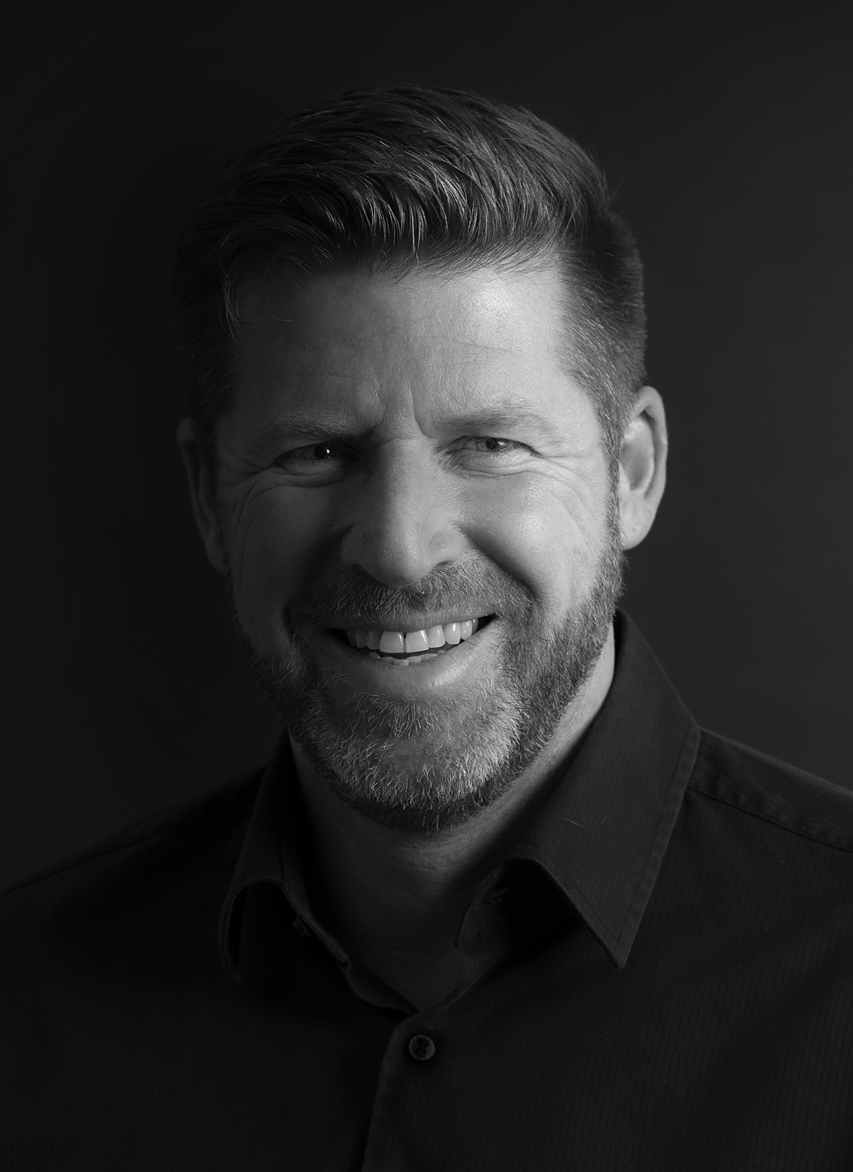
Guido Buettgen

Guido Buettgen (* 2. April 1967 in Mönchengladbach) ist ein deutscher Krimiautor.

## Leben
Buettgen war nach dem Studium der visuellen Kommunikation in verschiedenen Werbeagenturen tätig. 2010 begab sich auf eine mehrmonatige Weltreise und verdiente sein Geld als Boxtrainer. Nach der Veröffentlichung eines Reiseberichts im Eigenverlag wechselte er zur Belletristik und publizierte im Emons Verlag die Krimis Champagnerblut, Champagnertod und Champagnergrab. Die Premierenlesungen aller drei Bücher fanden im Rahmen des Krimifestivals München statt. Buettgen lebt mit seiner Familie in Feldafing am Starnberger See.

## Werke

### Erzählungen
- Weltreisen sind auch nur Rundfahrten. 2012, ISBN 978-3-8448-0043-2.

### Kriminalromane

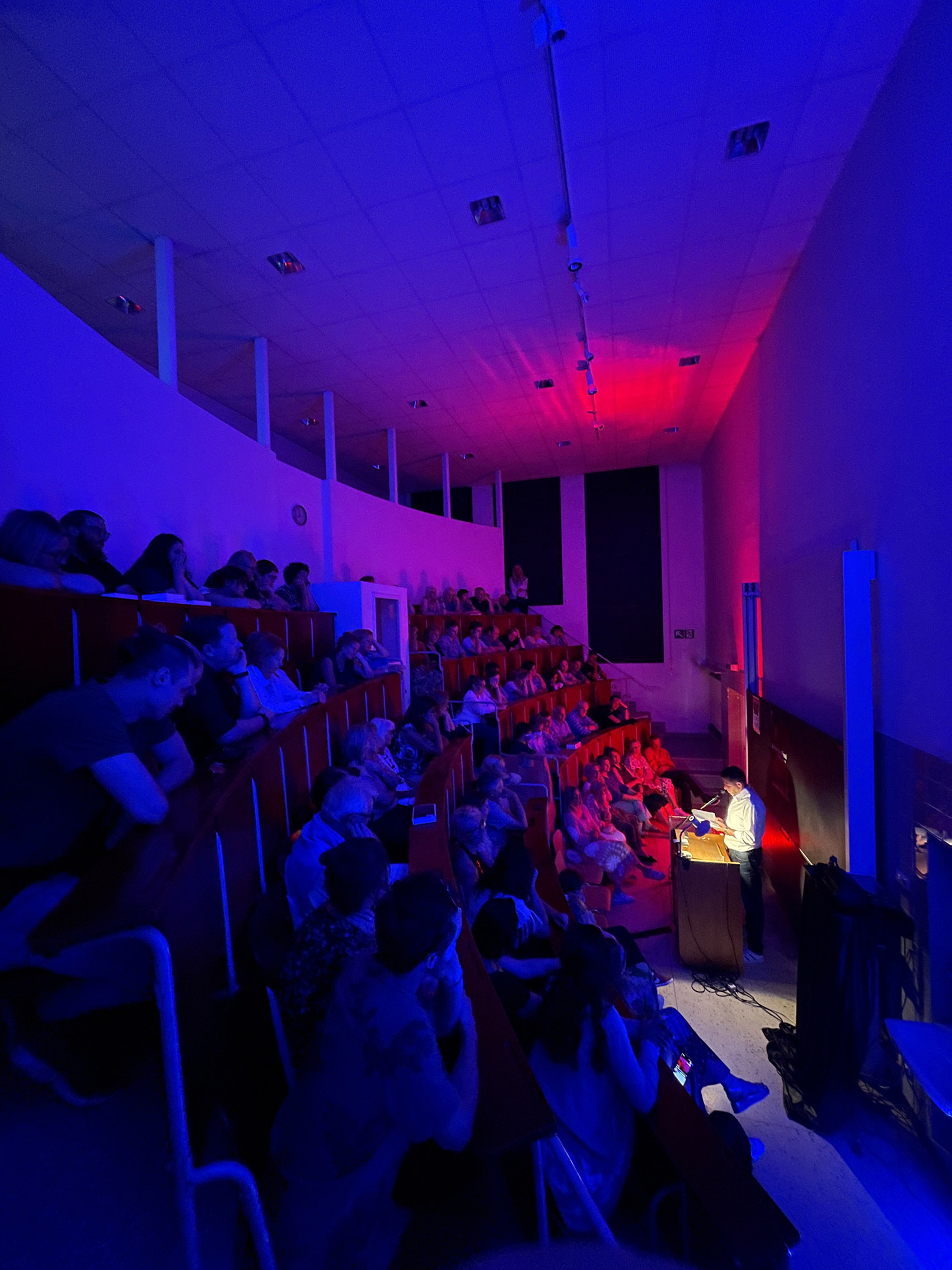
Premierenlesung „Champagnergrab“ im Rahmen des Krimifestivals München im Pathologischen Institut des Klinikums Schwabing

- Premierenlesung „Champagnergrab“ im Rahmen des Krimifestivals München im Pathologischen Institut des Klinikums SchwabingChampagnerblut. 2016, ISBN 978-3-95451-793-0.
- Champagnertod. 2018, ISBN 978-3-7408-0314-8.
- Champagnergrab. 2023, ISBN 978-3-7408-1734-3.

### Hörbücher
- Champagnerblut. 2025, EAN 4069828108127.
- Champagnertod. 2025, EAN 4069828108134.
- Champagnergrab. 2025, EAN 4069828108103.